# Young Justice: Outsiders
Young Justice: Outsiders é a terceira temporada da série animada americana de super-heróis Young Justice, desenvolvida por Brandon Vietti e Greg Weisman. A série segue a vida de adolescentes super-heróis e companheiros, que são membros de um grupo de operação secreta, referido simplesmente como "A Equipe", que atua como uma contraparte jovem para a famosa equipe adulta, a Liga da Justiça. A terceira temporada se concentra na equipe que luta contra o tráfico de meta-humanos, pois, após os eventos da segunda temporada, quando o Reach revelou a existência do meta-gene, várias nações e organizações começaram a participar de tais atividades; também apresenta a equipe de super-heróis Os Renegados.
Young Justice foi originalmente exibido na Cartoon Network por duas temporadas, de 2010 a 2013, antes de ser cancelado, devido às baixas vendas de brinquedos e à Mattel. Após uma forte campanha de fãs e altos índices de audiência na Netflix, a série foi oficialmente renovada para uma terceira temporada pela Warner Bros. Animation em novembro de 2016. O desenvolvimento de Outsiders começou no mês seguinte. Em julho de 2017, foi dividido em duas seções/arcos separados, que consistem em treze episódios, perfazendo um total de vinte e seis para toda a temporada.
A temporada estreou em 4 de janeiro de 2019, na nova plataforma digital da DC, DC Universe, para um total de 26 episódios.

## Elenco e personagens
| - Jesse McCartney como Dick Grayson / Asa Noturna - Nolan North como Conner Kent / Superboy - Stephanie Lemelin como Artemis Crock / Tigresa - Khary Payton como Jefferson Pierce / Raio Negro - Jason Spisak como Fred Bugg / Forageador - Zehra Fazal como Violet Harper / Halo - Troy Baker como Príncipe Brion Markov / Geoforça - Alyson Stoner como Bárbara Gordon / Oráculo - Zeno Robinson como Victor Stone / Cyborg - Tara Strong como Tara Markov / Terra - David Kaye como Vandal Savage - Marina Sirtis como Abelha-Rainha - Mark Rolston como Lex Luthor - Deborah Strang como Gretchen Goode / Vovó Bondade - Fred Tatasciore como Slade Wilson / Exterminador - Danny Trejo como Bane - Zehra Fazal como Cassandra Savage - Gwendoline Yeo como Sandra Wu-San / Lady Shiva | - Danica McKellar como M'gann M'orzz / Miss Marte - Greg Cipes como Garfield Logan / Mutano - Mae Whitman como Cassandra Sandsmark / Moça-Maravilha - Eric Lopez como Jaime Reyes / Besouro Azul - Jason Marsden como Bart Allen / Kid Flash - Bryton James como Virgil Hawkins / Super Choque - Lauren Tom como Traci Thurston / Treze - Bruce Greenwood como Bruce Wayne / Batman - Cameron Bowen como Tim Drake / Robin - Mae Whitman como Stephanie Brown / Spoiler - Kelly Stables como Cissie King-Jones / Flechete - Alan Tudyk como Oliver Queen / Arqueiro Verde - Fred Tatasciore como Metamorfo - Cassandra Cain / Orfã - Tatsu Yamashiro / Katana - Kate Kane / Batwoman - Patrick O'Brien / Homem-Borracha - Curtis Metcalf / Hardware | - Khary Payton como Kaldur'ahm / Aquaman - Maggie Q como Princess Diana / Mulher-Maravilha - Vanessa Marshall como Dinah Laurel Lance / Canário Negro - James Arnold Taylor como Barry Allen / Flash - Chad Lowe como Billy Batson / Shazam - Zeno Robinson como John Henry Irons / Aço - Scott Menville como Dr. Niles Caulder / Chefe e Steve Dayton / Mento - Hynden Walch como Rita Farr / Garota Elástica - Tara Strong como Valentina Vostok / Mulher Negativa - Khary Payton como Clifford "Cliff" Steele / Homem-Robô - Crispin Freeman como Rei Gregor de Markovia - Grey DeLisle como Dra. Helga Jace - Kelly Hu como Jade Nguyen / Lince - James Arnold Taylor como G. Gordon Godfrey - Hynden Walch como Rainha Perdita de Vlatava - Daniela Bobadilla como Nash / Névoa - Britt Baron como Leslie Willis / Curto-Circuito - Joel Swetow como Richard Swift / Sombra - Khary Payton como Dr. Silas Stone - TBA como Lian Crock-Harper |

## Episódios
Esta primeira letra de cada episódio mostra uma mensagem oculta: "Prepare a Equação Anti-Vida".
| Parte 1 |    |                            |                      |                          |                       |     |
| 47 | 1  | "Princes All"              | Christopher Berkeley | Greg Weisman             | 4 de janeiro de 2019  | 301 |
| Dois anos após a derrota de Reach, o tráfico de meta-humanos atingiu novos níveis, mas a Liga da Justiça não pode interceder devido ao fato do secretário-geral da ONU, Lex Luthor, ter dificultado seus esforços. Reconhecendo as restrições, Batman, Arqueiro Verde, seus respectivos protegidos na equipe, entre outros, renunciam em um movimento pré-planejado para operar como vigilantes novamente. Raio Negro também renuncia, mas apenas para se recuperar de um incidente em Rann semanas antes. Dias depois, o rei e a rainha de Markovia anunciam seus planos para ajudar a acabar com o tráfico de meta-humanos, mas são assassinados por um Quraci meta-humano; colocando Markovia sob lei marcial sob irmão da rainha, Barão DeLamb, servindo como regente até que o filho mais velho, o príncipe herdeiro Gregor, transforma rei mais novo de 18. Gregor, Brion, quer formar uma equipe que possa continuar a missão de seus pais e aprende com a Dra. Jace que ele testou positivo para o meta-gene. Asa Noturna e Oráculo descobrem que os laboratórios de traficantes estão usando uma substância parecida com alcatrão de Markovia e recrutam Superboy e Tigresa para ajudar a se infiltrar no país. Dick também pede Raio Negro para se juntar, mas Pierce é hesitante devido à sua culpa sobre suas ações e suas habilidades flutuantes. Apesar disso, ele finalmente concorda em se juntar. |    |                            |                      |                          |                       |     |
| 48 | 2  | "Royal We"                 | Mel Zwyer            | Andrew Robinson          | 4 de janeiro de 2019  | 302 |
| A Liga da Justiça anuncia a demissão de vários membros em resposta às restrições de ONU. Baron DeLamb declara que os heróis vigilantes não são bem-vidos em Markovia, assim como a equipe de Dick chega no país para investigar o sindicato de tráfico meta-humano, "Bedlam". Asa Noturna e Tigresa vai secretar na pré-coroação do rei, enquanto Superboy e Raio Negro vão para subterrâneo em encontrar os laboratórios. O Príncipe Brion está em probabilidade com seu irmão sobre o seu tio se tornar regente e planeja ativar seu meta-gene para salvar seu país com a ajuda do Dr. Simon Ecks. Superboy e Raio Negro encontram os meta-crianças cativos, mas são atacados por Count Vertigo e Plasmus. Apesar de ferimentos da sustentação, o Raio Negro consegue escapar enquanto o Superboy é capturado e trouxe pelo Count Vertigo. Ecks mostra o laboratório de tráfico meta-humano para Brion horrorizado antes de Count Vertigo derruba e joga-lo em uma vagem. Embora Vertigo não perceba que Brion vendo o site não fazia parte do plano, a Dra. Jace ativa a vagem do príncipe. Enquanto isso, Tigresa resgata uma jovem meta que foi quase enterrada por bandidos de Bedlam, antes que seus poderes a trouxessem de volta à vida sem nenhuma lembrança do que aconteceu com ela. |    |                            |                      |                          |                       |     |
| 49 | 3  | "Eminent Threat"           | Christopher Berkeley | Brandon Vietti           | 4 de janeiro de 2019  | 303 |
| Tigresa e Raio Negro vão para o hospital para resgatar Superboy, com alguma ajuda da garota que Tigresa salvou, apelidada "Halo". Dick descobre que a Dra. Jace ativou o meta-gene de Brion para se opor ao líder de Bedlam, Barão DeLamb a.k.a Barão Bedlam. Enquanto o Barão é capaz de sequestrar as crianças traficadas, a equipe de Dick é capaz de salvar a Dra. Jace e Brion, que começa a experimentar seus poderes piro-geocinéticos. DeLamb, tendo tomado imagens de segurança do laboratório, enquadra Brion por seus crimes, levando o jovem príncipe a atacar seu tio com fúria; revelando o Barão como um meta-humano. Superboy consegue derrotar Barão Bedlam enquanto Gregor descobre a associação de seu tio com o tráfico de meta-humanos e o traidor é preso. No entanto, o príncipe coroado também expulsa seu irmão de Markovia por causa do que os assuntos meta-humanos causaram em sua família, embora ele peça a Superboy para ajudar Brion. Os poderes de Raio Negro voltam depois de testemunhar uma fúria de Plasmus matando Halo, mas seu fator de cura passiva permite que ela sobreviva. Raio Negro consegue libertar Plasmus do controle de Bedlam, mas um fazendeiro assustado atira e o mata. Superboy, Tigresa e Brion reconectar com Raio para planejar seu próximo movimento.                                                                                                 |    |                            |                      |                          |                       |     |
| 50 | 4  | "Private Security"         | Vinton Hueck         | Michael Vogel            | 11 de janeiro de 2019 | 304 |
| Enquanto Halo, Brion e Dra. Jace se estabelecem na América, Dick recruta os Harpistas para uma missão que busca traficantes meta-humanos em troca de ajudar Will com uma série em sua empresa de segurança privada. Os quatro são designados para proteger uma remessa de óculos de alta tecnologia que é logo sequestrada por Brick e seus capangas. Enquanto Dick e os Harpistas tentam recuperar o carregamento, Will dá conselhos a Dick para começar uma nova equipe para proteger as crianças meta-humanas. Em outro lugar, durante uma reunião anual entre Zatanna e Zatara (que ainda é o anfitrião do Doctor Fate), Artemis tenta se conectar com Halo; no processo, aprendendo com o Destino que uma "velha alma" parece estar habitando o corpo da jovem. De volta a Happy Harbor, Connor dá dicas a Brion sobre como se ajustar à vida não-real; essencialmente se tornando seu mentor depois de ver uma versão mais jovem de si mesmo no jovem príncipe. |    |                            |                      |                          |                       |     |
| 51 | 5  | "Away Mission"             | Mel Zwyer            | Nicole Dubuc             | 11 de janeiro de 2019 | 305 |
| Dick reúne sua nova equipe em Happy Harbor para avaliar Brion e Halo para decidir como melhor ajudá-los. Eles começam a treiná-los no uso de seus poderes e concordam em ajudar Brion a encontrar sua irmã desaparecida, Tara. Enquanto isso, M'Gann e a equipe são recrutados pelo Bear para investigar um incidente no Novos Gêneses, onde alguém se passando por Órion está atacando as colmeias Bug. M'Gann descobre que o imitador Órion é seu irmão, M'Comm (agora se chama Ma'alefa'ak), que está tentando fazer com que os Bugs ataquem os Novos Deuses. M'Gann o detém, mas um jovem Bug chamado Forageador, que pediu a ajuda da equipe, é banido da colmeia. M'Gann oferece-lhe asilo na Terra. |    |                            |                      |                          |                       |     |
| 52 | 6  | "Rescue Op"                | Vinton Hueck         | Joshua Hale Fialkov      | 11 de janeiro de 2019 | 306 |
| Quando um assassinato dá sinais de potencialmente envolver Tara, Brion recruta Halo e Forageador para irem para a Ilha Infinita com ele para confrontar a Liga das Sombras e encontrá-la. Ao chegar na ilha, eles encontram Sensei, que rapidamente os derrota. Felizmente, Dick e os outros logo chegam para resgatá-los. Sensei e vários assassinos tentam impedir sua fuga, mas Ra'al Ghul chega e permite que eles partam. Brion exige o retorno de sua irmã, mas Ra revela que as Sombras não estão mais na Ilha Infinita ou sob seu controle, já que ele não faz mais parte da Luz. Quando eles partem, um jovem ninja com Ra parece reconhecer Dick, o que lhe agrada. No caminho de volta para casa, Artemis e Dick revelam que Bárbara descobriu a verdadeira identidade de Halo: Gabrielle Daou, uma refugiada de Quraci que trabalhava no palácio de Markov. Halo, experimentando uma lembrança de ser maltratado pelos Markovianos, nega isso e proclama que seu nome é "Violeta"; um nome que Brion lhe dera depois de ver sua aura violeta da cura. |    |                            |                      |                          |                       |     |
| 53 | 7  | "Evolution"                | Christopher Berkeley | Brandon Vietti           | 18 de janeiro de 2019 | 307 |
| A filha de Vandal Savage, Cassandra, lê um diário contando sua história. Ela detalha como Savage se tornou imortal, seu primeiro encontro com Darkseid e sua primeira vez derrotando Starro. No presente, uma armada alienígena ameaça a Terra, forçando Savage a confrontá-los com o Mundo da Guerra. Ele logo descobre que a armada está sendo controlada por Starro e vai enfrentar seu antigo inimigo. Enquanto isso, em Happy Harbour, Dick, Artemis e Connor treinam e se ligam a Brion, Violeta e Forager; dando-lhes seus super-trajes e co-dinomes. Violeta escolhe Halo, o nome que Artemis deu a ela quando se conheceram. Brion se intitula Geoforça, depois do nome que a Dra. Jace deu ao poder de sua família. Forageador fica com seu próprio nome. Halo também descobre um novo poder, uma aura verde que cria duplicatas ilusórias, quando duplica seu eu físico. Em outro lugar, Jefferson leva a Dra. Jace para um encontro. O episódio é dedicado em memória de Miguel Ferrer, a voz de Vandal Savage nas temporadas 1 e 2, que morreu de câncer na garganta em 19 de janeiro de 2017. Por causa da morte de Miguel Ferrer, o papel de Vandal Savage foi remodelado para David Kaye. |    |                            |                      |                          |                       |     |
| 54 | 8  | "Triptych"                 | Mel Zwyer            | Peter David              | 18 de janeiro de 2019 | 308 |
| Este episódio apresenta três histórias contadas por Asa Noturna, Robin e Aquaman. Primeiro, Dick conta a Bárbara como sua equipe confrontou Lince, Sombra, Névoa e Curto-Circuito para obter informações sobre a Liga das Sombras. Lince afirma que eles estão atualmente operando fora de Santa Prisca antes de escapar com Sombra. Em segundo lugar, Robin relata a Batman que ele, Spoiler, Flechete e Órfã estavam seguindo Homem Barro disfarçado de Jervis Tetch para encontrar o verdadeiro Tetch. Embora eles o alcancem, o Chapeleiro Maluco escapa com um jovem que ele estava experimentando. Em terceiro lugar, Kaldur se reporta a Mulher Maravilha sobre um transporte de prisão, onde o Mestre Esportivo escapou com um prisioneiro meta-humano. Todas as três histórias são reveladas como relacionadas, já que todos os heróis estavam trabalhando junto com Batman. Eles informam a Diana que a Mestre Esportivo liberou Sombra, então Tetch poderia injetá-lo com nano-tecnologia que o tornava mais suscetível a manipulação antes de ser entregue a Lince. Tudo isso fazia parte de um círculo de tráfico de meta-humanos dirigido por Simon Stagg, que é preso por seus crimes. Enquanto em sua cela, ele é visitado por Sombra. Mulher Maravilha critica os outros por suas ações secretas, temendo que eles possam estar começando a cruzar a linha.                                       |    |                            |                      |                          |                       |     |
| 55 | 9  | "Home Fires"               | Vinton Heuck         | Greg Weisman             | 18 de janeiro de 2019 | 309 |
| A equipe de Asa Noturna é atacada quando Lobo chega à Terra sob um contrato para matar o Forageador. A equipe corre em sua defesa, mas apesar de seus melhores esforços, o caçador de recompensas parece ter sucesso e matar Forageador. No entanto, depois que ele sai, Forager revela que ele havia derramado seu exoesqueleto para enganar Lobo. Enquanto isso, em Central City, Iris organiza um grupo de brincadeiras para todos os filhos dos heróis com as famílias, acompanhados pelos pais. Sem o conhecimento dela, Mestre dos Oceanos alugou a casa do outro lado da rua para observá-los; planejando matar todos na casa com a família ocidental para eliminar a próxima geração de heróis por vingança. No entanto, ele é parado e morto por Lady Shiva para impedi-lo de interferir nos planos da Luz. No final, a Luz (agora composta por Vandal Savage, Lex Luthor, Abelha Rainha, Klarion e novos membros Exterminador, Ultra Humanite e Vovó Bondade) é revelada como tendo estado por trás do ataque à Forager para confirmar que Asa Noturna montou um novo esconderijo. Equipe de heróis; que eles veem como uma ameaça potencial às suas operações. A vovó informa que a Apokolips tem um plano para lidar com eles. |    |                            |                      |                          |                       |     |
| 56 | 10 | "Exceptional Human Beings" | Christopher Berkeley | Francisco Paredes        | 25 de janeiro de 2019 | 310 |
| Batman, Katana e Metamorfo ir em uma missão secreta para Santa Prisca para investigar o paradeiro das Sombras e Tara. Lá, eles aprendem que as Sombras estão sendo lideradas pelo Exterminador e treinadas pela Lady Shiva. Também é revelado que Cassandra Savage se juntou a suas Fileiras e Tara foi enviada para Vovó Bondade. Batman e os outros são descobertos e envolvem Bane, Exterminador e Shiva, mas conseguem escapar. Em Star City, Artemis se matricula Violeta no ensino médio e Will conversa com Jade, que afirma que ela veio apenas para dizer adeus e que Will deveria seguir em frente. Em outros lugares, Victor Stone tenta convencer seu pai a ir ao seu jogo de futebol, onde ele é procurado por várias grandes universidades, mas seu pai não consegue mostrar. |    |                            |                      |                          |                       |     |
| 57 | 11 | "Another Human Freak"      | Mel Zwyer            | Mae Cat                  | 25 de janeiro de 2019 | 311 |
| No STAR Labs Detroit, Victor Stone entra em uma discussão com seu pai e acidentalmente causa uma explosão. Silas usa uma caixa de seu filho para tentar curá-lo e encerra Victor em um cásulo tecnológico, integrando componentes cibernéticos em sua forma biológica. Em outro lugar, Violeta e Forager, usando um charme de glamour e conhecido pelo nome de "Fred Bugg", começam em Happy Harbour High e fazem amizade com Harper Row. Violeta começa a experimentar sensações estranhas e logo descobre uma nova aura índigo, que lhe permite abrir tubos de lançamento. Ela se transporta para Detroit e descobre Victor, sob a influência do Caixa Paterna, em um tumulto destrutivo. Ela usa sua aura índigo para limpar Victor da influência da Caixa Paterna e depois transporta os dois de volta para Happy Harbor. Enquanto isso, Dick se encontra com Brion para atualizá-lo sobre Tara e depois tem um coração para coração em falar sobre Brion, deixando ir seu passado e seguir em frente. |    |                            |                      |                          |                       |     |
| 58 | 12 | "Nightmare Monkeys"        | Vinton Heuck         | Greg Weisman             | 25 de janeiro de 2019 | 312 |
| Garfield se prepara para um encontro com a Rainha Perdita, mas logo se vê preso dentro de sua mente depois de experimentar um par de óculos Goode Goggles. Ele revive seu passado, incluindo a morte de sua mãe, sua adoção pela Patrulha do Destino e suas mortes subsequentes e seu tempo com a Equipe antes que o marido de sua madrinha assumisse a custódia dele e ele se tornasse uma estrela de TV. Durante cada uma de suas visões, ele vê seu macaco de estimação de infância, que se revela um deus macaco que escolheu Gar para ser seu avatar. Quando M'Gann finalmente revive hiom, Gar revela que seu chefe (Vovó Bondade) está usando o Goode Goggles para fins sinistros e ele decide se juntar à equipe. De volta a Happy Harbor, Victor conhece os Renegados e revela a eles que a tecnologia em seu corpo veio de uma Caixa Paterna. Ao ouvir isso, Sphere o ataca e a programação da Caixa Paterna se reafirma em Victor até Violeta limpá-lo novamente, levando Dick a ordenar que Victor e Violeta permaneçam juntos até que possam descobrir isso. Também é revelado que Violeta tem a alma de uma Caixa Materna, que é a fonte de seus poderes. |    |                            |                      |                          |                       |     |
| 59 | 13 | "True Heroes"              | Christopher Berkeley | Kevin Hopps              | 25 de janeiro de 2019 | 313 |
| Os Renegados vão em uma missão secreta para a Grande Bialya para atacar um dos depósitos de tráfico de meta-humanos, agora conhecidos por serem administrados pela Vovó Bondade, onde eles sabem que Tara será mantida. Ao chegar, eles descobrem que o depósito é um clube de luta meta-humana. Eles conseguem roubar Tara, mas voltam para resgatar as outras crianças meta-humanas. Enquanto isso, em Happy Harbor, Violeta luta para se adaptar às novas emoções. Quando a Caixa Paterna mais uma vez assume o controle de Victor, ela é incapaz de se defender devido ao seu elevado estado emocional. Ela logo decide, no entanto, que suas emoções a tornam mais forte e limpa Victor da Caixa Paterna de uma vez por todas. Brion apresenta Tara aos outros, quando Dick diz a Artemis que Brion, Violeta, Forager e Tara podem estar prontos para se juntar à equipe. Na manhã seguinte, Tara envia secretamente um texto para Exterminador, dizendo que ela está dentro. |    |                            |                      |                          |                       |     |
| Parte 2 |    |                            |                      |                          |                       |     |
| 60 | 14 | "Influence"                | Mel Zwyer            | Brandon Vietti           | 2 de julho de 2019    | 314 |
| 61 | 15 | "Leverage"                 | Vinton Heuck         | Thomas Pugsley           | 2 de julho de 2019    | 315 |
| 62 | 16 | "Illusion of Control"      | Christopher Berkeley | Greg Weisman             | 2 de julho de 2019    | 316 |
| 63 | 17 | "First Impression"         | Mel Zwyer            | Brandon Vietti           | 9 de julho de 2019    | 317 |
| 64 | 18 | "Early Warning"            | Vinton Heuck         | Greg Weisman             | 16 de julho de 2019   | 318 |
| 65 | 19 | "Elder Wisdom"             | Christopher Berkeley | Paul Giacoppo            | 23 de julho de 2019   | 319 |
| 66 | 20 | "Quiet Conversations"      | Mel Zwyer            | Greg Weisman             | 30 de julho de 2019   | 320 |
| 67 | 21 | "Unknown Factors"          | Vinton Heuck         | Brandon Vietti           | 6 de agosto de 2019   | 321 |
| 68 | 22 | "Antisocial Pathologies"   | Christopher Berkeley | Rich Fogel               | 13 de agosto de 2019  | 322 |
| 69 | 23 | "Terminus"                 | Mel Zwyer            | Brandon Vietti           | 20 de agosto de 2019  | 323 |
| 70 | 24 | "Into the Breach"          | Vinton Heuck         | Jonathan Callan          | 27 de agosto de 2019  | 324 |
| 71 | 25 | "Overwhelmed"              | Christopher Berkeley | Greg Weisman             | 27 de agosto de 2019  | 325 |
| 72 | 26 | "Nevermore"                | Mel Zwyer            | Jim Krieg e Jeremy Adams | 27 de agosto de 2019  | 326 |

## Produção

### Desenvolvimento e escrita
Weisman revelou, em dezembro de 2016, que ele e Vietti já haviam começado a trabalhar na terceira temporada do programa, e que a série iria pegar elementos da história das duas primeiras temporadas, assim como série de quadrinhos tie-in. Em 27 de fevereiro de 2017, Phil Bourassa—designer de personagem principal de Young Justice—revelou que ele tinha começado a trabalhar na terceira temporada. Uma semana depois, ele revelou que alguns roteiros já haviam sido concluídos. Em 25 de abril, foi anunciado que a terceira temporada do programa seria intitulada "Young Justice: Outsiders" e seria lançada no novo serviço digital da DC Comics. No final de maio, foi revelado que Chris Copeland se juntou à equipe como um artista de storyboard.
Outsiders teve seu próprio painel no San Diego Comic-Con International de 2017 em 21 de julho. Durante o painel, apresentado por Weisman, Vietti e Bourassa, revelaram que os 12 primeiros roteiros já haviam sido finalizados, dez ainda estavam sendo escritos e outros quatro ainda não haviam sido iniciados; isso trouxe o número total de episódios para Outsiders para 26. A lista atual da equipe também foi revelada, consistindo de: Super Choque, Kid Flash, Robin, Moça-Maravinha, Spoiler, Besouro Azul, Mutano e Arsenal, e bem como novos personagens Flechete e Treze. Também foi revelado que Dick Grayson / Asa Noturna, Artemis Crock e Superboy que todos voltariam. Vandal Savage e A Luz, foram confirmados para retornar. Em relação aos ternos totalmente pretos de furtividade usados por Asa Noturna, Artemis, Superboy e Raio Negro, Bourassa afirmou que eles estão ligados ao arco da história de Asa Noturna da segunda temporada. A série avança alguns anos.
Devido ao Young Justice: Outsiders, se veiculado em um serviço de streaming ao invés de um canal de televisão, irá "inclinar para mais adultos para acompanhar os personagens à medida que envelhecem". Ao discutir as adições da terceira temporada para "A Equipe" e sua formação, Weisman disse que enquanto a série continuaria a focar nos personagens introduzidos na primeira temporada, eles também queriam introduzir novos personagens como "Young Justice" é "um espetáculo sobre gerações". De acordo com Vietti, Outsiders irá revisitar as idéias que ele e Weisman haviam originalmente planejado ao fazer as duas primeiras temporadas da série.

### Autores de voz
O primeiro ator de voz confirmado a retornar foi Khary Payton como Aqualad em fevereiro de 2017. Mais tarde, foi revelado em abril que o trabalho de voz em Outsiders havia começado.
Em maio, Alyson Stoner foi confirmado posteriormente para retornar. Em junho, Nolan North revelou que ele havia gravado cinco episódios. Em julho, Marina Sirtis confirmou que ela voltaria a voz de Abelha-Rainha.

### Animação
Como nas temporadas anteriores, Weisman confirmou que os estúdios na Coreia do Sul estão trabalhando nas animações. Digital eMation, outro estúdio coreano que não trabalhou na série antes, também está confirmado para animar certos episódios.

## Lançamento

### Lançamento digital
Young Justice: Outsiders estreou em 4 de janeiro de 2019, em DC Universe, DC Comics novo serviço de vídeo sob demanda. Os primeiros 13 episódios vão ao ar ao longo de janeiro, com três episódios sendo lançados toda sexta-feira, exceto em 25 de janeiro, onde serão lançados quatro episódios. A segunda metade dos 13 episódios vai estrear em junho de 2019. Em novembro de 2017, foi anunciado que "Outsiders" estrearia "em algum momento depois de setembro", durante o quarto trimestre de 2018, mas foi adiado para 2019 em junho de 2018.

### Publicidade
Um painel para promote Outsiders promover Outsiders foi realizada em San Diego Comic-Con International (SDCC) em 21 de julho de 2017, e foi assistido por Greg Weisman, Brandon Vietti e Phil Bourassa. No painel, duas peças de arte foram lançadas, mostrando os principais membros da equipe, que incluiu três novos personagens. Adicionalmente, novos designs para Asa Noturna, Artemis, Superboy e Raio Negro também foram mostrados. Outro painel foi realizado na SDCC em 20 de julho de 2018. O painel foi mais uma vez assistido por Weisman, Vietti e Bourassa, ao lado de autores de voz Troy Baker e Stephanie Lemelin. Durante o painel, o primeiro trailer foi lançado, introduzindo vários novos personagens.
Em 31 de agosto de 2018, foi anunciado que um pacote de nível DLC, baseado na série será integrado para Lego DC Super-Villains.